# باربرا بوستوك
باربرا بوستوك (بالإنجليزية: Barbara Bostock)‏ هي ممثلة أمريكية، ولدت في 19 ديسمبر 1935 في بالم بيتش في الولايات المتحدة.

## وصلات خارجية
- باربرا بوستوك على موقع IMDb (الإنجليزية)
- باربرا بوستوك على موقع قاعدة بيانات برودواي على الإنترنت (الإنجليزية)
- باربرا بوستوك على موقع قاعدة بيانات الفيلم (الإنجليزية)